# Grigoraș Dinicu
Grigoraș Dinicu (n. 3 aprilie 1889, București, România – d. 28 martie 1949, București, România) a fost un violonist virtuoz și compozitor român de origine romă, care s-a impus printr-o manieră deosebită de interpretare a vechilor piese muzicale din repertoriul lăutăresc, prin sobrietatea stilului său individual și prin tehnica instrumentală excepțională. Este cunoscut în toată lumea mai ales pentru compoziția sa din 1906, Hora staccato. Alte compoziții cunoscute ale sale sunt: Hora mărțișorului, Ceasornicul, Căruța poștei și Hora spiccato (cunoscută mai bine cu titlul Hora „Furtuna”). Violonistul Jascha Heifetz afirma despre Dinicu că este cel mai bun violonist pe care l-a ascultat vreodată. În perioada interbelică a fost Președinte de Onoare al Uniunii Generale a Romilor din România.

## Biografie
Grigoraș Dinicu s-a născut la 3 aprilie 1889 în cartierul „Scaune” al lăutarilor bucureșteni, într-o modestă casă pe strada Sfinților, și a trăit de mic copil în atmosfera muzicii populare. Tatăl său, Ionică Dinu, originar din Ștefănești, județul Argeș, era un muzicant foarte cunoscut, care cântase în Franța și Rusia, coleg de taraf cu vestitul Sava Pădureanu, fost lăutar al țarului Rusiei. Mama sa era fiica lui Angheluș Dinicu, celebru naist din acea vreme, și soră a lui Dimitrie Dinicu, care, după ce studiase violoncelul la Viena, a devenit prim-violoncelist al orchestrei filarmonice din București și profesor la Conservator. După câteva luni de la nașterea lui Grigoraș, tatăl său a plecat împreună cu Angheluș Dinicu, la Expoziția Universală de la Paris, cu ocazia inaugurării Turnului Eiffel, unde au cucerit cu interpretarea „Ciocârliei” pe vizitatorii expoziției.

## Studii

### Primele lecții de vioară
De mic, Grigoraș cânta în corul de copii al bisericii „Scaunele Vechi” din cartier, iar mai târziu, alături de tânărul Trandafir, fiul cunoscutului lăutar Dobrică, a prins gustul muzicii. Primele lecții de vioară le-a luat de la Moș Zamfir, un lăutar bătrân, care l-a învățat să cânte „Doina haiducului”, „Lume, lume, soro lume”, „Arde foc la București” și chiar „Ciocârlia”. Muzică la gramofon a ascultat pentru prima oară, când avea 13 ani, în casa din București a muzicianului german Rudolf Malcher.

### La Conservator
La Conservatorul de muzică din București, unde a studiat vioara și compoziția în anii 1902-1906, a fost admis după ce s-a pregătit cu cunoscutul pedagog Carl Flesch. Pentru a-și câștiga existența, a început să cânte la diferite manifestări ocazionale, precum tradiționalul „târg al moșilor” și prin localurile de la „Șosea”. În 1906 și-a dat examenul de absolvent al Conservatoriului pe scena Ateneului Român, interpretând partea solistică a Concertului nr. 1 pentru vioară și orchestră de Niccolo Paganini, pentru care i s-a acordat Premiul I. Printre „bisurile” executate, a strecurat și compoziția proprie „Hora staccato”, care i-a adus nemurirea.

## Cariera
După doi ani de practică în Orchestra Simfonică a Ministerului Instrucțiunii Publice (1906-1908), Grigoraș Dinicu a apărut ca solist al acestei formații. A fost violonist concertist al Filarmonicii, șef de orchestră de muzică populară (1906-1946), concertmaistru al orchestrei Pro Musica (1938-1940). A cules, a prelucrat  și a interpretat virtuoz melodii populare românești.

### La localurile din București
Deși dornic să-și continue studiile de muzică cultă, cu micul salariu primit nu-și putea asigura existența și astfel s-a angajat șef de taraf la restaurantul-grădină de la „Bufet”, unde cânta în fiecare seară, cucerind asistența: „Cine ascultă vioara lui Grigoraș aude și vede în același timp muzica”, exclama Alexandru Vlahuță. Timp de șase luni a cântat în restaurantul „Gambrinus” al lui I.L. Caragiale, un mare amator de muzică.
Între timp, Dinicu își continuă studiile la Conservator, aprofundând repertoriul clasic cu profesorul Vasile Filip. În 1913 încheie un contract cu restaurantul lui Ionică Enescu, unde va cânta timp de 22 de ani. Aici vor veni mari soliști ai lumii în trecere prin București să-i asculte muzica și sunetul profund al viorii, după cum tot aici își vor da întâlnire la sfârșit de săptămână toți marii iubitori de muzică, printre care se numărau figuri remarcabile ale culturii din acea vreme, ca George Enescu, Victor Eftimiu, Tony Bulandra, I. Al. Brătescu-Voinești. Programele muzicale prezentate satisfăceau cele mai exigente pretenții, Dinicu interpreta deopotrivă atât piese din repertoriul clasic, cât și cel de café-concert sau popular.
O dată cu izbucnirea Primului Război Mondial, Dinicu organizează concerte de binefacere și în spitalele pentru răniți sau bolnavi de tifus exantematic. După război își alcătuiește propriul ansamblu, împreună cu țambalagiul Vasile Budișteanu (tatăl lui Ionel Budișteanu), un virtuoz al acestui instrument. Este epoca de glorie a lui Grigoraș Dinicu și epoca în care arta lui primește recunoaștere internațională. Politicianul Victor Filotti l-a luat la Budapesta, prezentându-l lui Rácz Laci, cel mai renumit lăutar al Ungariei, supranumit „prințul lăutarilor”. Se spune că, după ce l-a ascultat, Laczi ar fi spus: Dacă eu sunt prințul lăutarilor, românul ăsta pare să fie un adevărat rege al lor.

### Consacrarea mondială
Anii de după primul război conduc la consacrarea mondială a lui Grigoraș Dinicu, când acesta primește un angajament la Green Park Hotel din Londra, la recomandarea violonistului Mischa Elman. O mare firmă luminoasă pe care scria Grigoras Dinicu, king of the gypsy players and his band anunța melodiile ce urmau să fie prezentate publicului englez.
De la Londra, Dinicu va pleca la Monte Carlo unde, în vestitul Empire, se va întâlni cu George Enescu, iar peste câteva zile cu Fritz Kreisler, ale cărui compoziții pentru vioară figurau în repertoriul său.
Urmează lunile petrecute la Paris cu un contract la Ambassadeur, cel mai mare restaurant parizian, unde „Ciocârlia” fascinează un public cosmopolit. Aici se întâlnește cu vestitul muzician și violonist Jascha Heifetz, care îi cere permisiunea să transcrie „Hora staccato” ca piesă de concert, pe care o va executa pentru prima dată în această formă cu mult succes într-un concert dat la Viena în 1932. De atunci, „Hora staccato” figurează în programe sub numele Dinicu-Heifetz.
Întors în țară, execută în 1932 împreună cu Orchestra Filarmonicii din București partea solistică din Concertul în mi minor pentru vioară și orchestră de Felix Mendelssohn-Bartholdy. Continuă să cânte și în restaurantul „Continental” din București, având un repertoriu variat, alături de muzică populară, piese de concert clasice de Franz Schubert, Johannes Brahms, Antonin Dvořák etc. La sărbătorirea unui sfert de veac de activitate pe scenele de concert, în anul 1935, Dinicu urcă din nou pe podiumul Ateneului Român, unde, sub bagheta dirijorului George Georgescu, interpretează ca solist Concertul în sol minor de Max Bruch și, împreună cu Alexandru Teodorescu, prim-violonist al Filarmonicii, dublul Concert în re minor de Johann Sebastian Bach. În februarie 1936, sub bagheta lui Ionel Perlea, va interpreta Concertul în re minor pentru vioară și orchestră de Henry Wieniawski.
În anul 1937, Dinicu este invitat să cânte în cadrul Expoziției Internaționale de la Paris unde, seară de seară, miile de vizitatori au ascultat taraful de lăutari din România. Întors la București, devine concert-maestru al orchestrei simfonice „Pro Arte”, un ansamblu de 80 de instrumentiști sub conducerea dirijorului George Cocea. În 1939, această formație îl sărbătorește pe Grigoraș Dinicu printr-un concert festiv cu prilejul împlinirii vârstei de 50 de ani. Cu această ocazie, violonistul a interpretat Concertul în mi major de Johann Sebastian Bach și pe cel în re major de Ludwig van Beethoven.

Concertul de aniversare a 40 de ani de activitate artistică ai lui Grigoraș Dinicu

La Expoziția Mondială din New York, în 1939, taraful lui Dinicu este însoțit de Maria Tănase. Vreme de patru luni cântă împreună la restaurantul lui Jean Filipescu din New York, unde primesc – printre alți ascultători din lumea artistică americană – ovațiile entuziaste ale Marlenei Dietrich. Revin în țară odată cu declanșarea celui de al Doilea Război Mondial în luna septembrie a aceluiași an. Este prezent în spitalele în care erau îngrijiți răniții, dar a participat și la numeroase concerte de binefacere, alături de alți mari artiști ai țării, precum Constantin Tănase, Vasile Vasilache, sau Maria Tănase.

### Ultimii ani
Se angajează la restaurantul „Modern” din Sărindar, unde îl asculta cu regularitate Ionel Perlea și, uneori, George Enescu. În timpul unui turneu din 1943 la Ankara și Istanbul, suferă un accident vascular cerebral, în urma căruia mișcările cu mâna stângă devin dificile. 
În 1946, vine să-l revadă Yehudi Menuhin, pentru care interpretează pentru ultima dată „Ciocârlia”.
În 1947, artistul simte o durere din ce în ce mai intensă la gât, punându-i-se diagnosticul unui cancer al laringelui urmat de o inevitabilă intervenție chirurgicală. 
În ziua de 23 aprilie 1947, Uniunea Sindicatelor de Artiști, Scriitori și Ziariști a organizat la Ateneul Român un concert aniversar pentru împlinirea a 40 de ani de activitate a lui Grigoraș Dinicu. Cancerul laringelui începuse să se agraveze din ce în ce mai tare, încât acest concert al Orchestrei „Barbu Lăutaru” sub bagheta lui Victor Predescu a venit ca un balsam de ușurare a suferințelor. La acest concert au cântat Maria Tănase, Ioana Radu, Rodica Bujor, Ion Luican, Nicu Stoenescu, Petre Gusti.

## Decesul
Dinicu a murit la data de 28 martie 1949 în București. A fost înhumat la Cimitirul „Pătrunjel” (azi „Reînvierea”), foarte aproape de lăutari ca Sava Pădureanu, Cristache Ciolac, Costică Pompieru. La înmormântare, Orchestra „Barbu Lăutaru” condusă de Ionel Budișteanu a cântat „Hora staccato”.

## Premii și distincții
- 1927, Coroana României în grad de ofițer

- 1930, Medalia „Bene Merenti”

- 1932, Steaua României în grad de cavaler

- 1933,  titlul de Ofițer al Academiei Franceze

- 1936, Ordinul „Meritul Cultural”

- 1937, Oficier d’instruction Publique.[10]